# Jana z dżungli
Jana z dżungli (ang. Jana of the Jungle) – serial animowany produkcji amerykańskiej ze studia Hanna-Barbera z 1978.
Główną postacią serialu jest Jana – piękna blondynka, amazonka żyjąca w południowoamerykańskiej dżungli i opiekująca się zwierzętami z wzajemnością. Dziewczyna znalazła się tam przypadkiem, uchodząc z życiem z katastrofy motorówki, w której zaginął jej ojciec poszukiwany przez czas trwania serialu. Towarzyszą jej stary indiański wojownik Montaro z magiczną włócznią, doktor Ben Cooper – biolog, badający dziką przyrodę, biały jaguar Duch (Ghost, Goro), szynszyla Tiko (Tico). Bohaterka zawsze ubrana w czerwoną sukienkę bez ramiączek nosi naszyjnik działający niczym nóż-bumerang.

## Informacje o serialu
- Produkcja: Hanna-Barbera Productions / Etat Unis
- Początek produkcji: 1978
- Liczba odcinków: 13 po 26 minut każdy
- Reżyseria: Ray Patterson, Carl Urbano
- Autorzy: William Hanna, Joseph Barbera
- Producent: Doug Wildey
- Scenariusz: Dick Robbins, Duane Poole
- Animacja: Carlo Vinci, Ken Muse
- Kreacja postaci: Doug Wildey, George Wheeler, Fred Irvin
- Muzyka: Hoyt S. Curtin

Film emitowany był w Telewizji Polskiej w pierwszej połowie lat osiemdziesiątych w godzinach popołudniowych, w ramach bloku programów dla dzieci i młodzieży.

## Spis odcinków
| Nr             | Polski tytuł | Angielski tytuł               |
| -------------- | ------------ | ----------------------------- |
|                |              |                               |
| SERIA PIERWSZA |              |                               |
|                |              |                               |
| 01             |              | The Golden Idol of the Gorgas |
|                |              |                               |
| 02             |              | Katuchi Danger                |
|                |              |                               |
| 03             |              | Race for Life                 |
|                |              |                               |
| 04             |              | The Cordillera Volcano        |
|                |              |                               |
| 05             |              | The Animal Snatchers          |
|                |              |                               |
| 06             |              | The Renegade                  |
|                |              |                               |
| 07             |              | Rogue Elephant                |
|                |              |                               |
| 08             |              | The Prisoner                  |
|                |              |                               |
| 09             |              | The Invaders                  |
|                |              |                               |
| 10             |              | Dangerous Cargo               |
|                |              |                               |
| 11             |              | The Sting of the Tarantula    |
|                |              |                               |
| 12             |              | Countdown                     |
|                |              |                               |
| 13             |              | Suspicion                     |
|                |              |                               |